# 서수휘
서수휘(徐壽輝, 1320년 2월 29일 ~ 1360년 5월 3일)는 원나라 말기의 군벌로 후난성, 후베이성, 장시성 등지에서 반란을 일으켜 명성을 떨쳤으며 별칭은 정일, 호는 홍건이다.
면포 판매업자 출신으로 승려 팽형옥 등과 함께 반란을 일으켜 1351년 후베이성을 근거지로 자신을 황제로 칭하고 국호는 천완 송제국(天完 宋帝國)으로 하였다.
이후 후난성, 장시성까지 세력을 넓혀 명성을 떨쳤으나 1360년 부장 진우량에게 암살되었다.